# Rosa Maria Sardà
Pour les articles homonymes, voir Sarda (homonymie).
Rosa Maria Sardà i Tàmaro, née le 30 juillet 1941 à Barcelone et morte le 11 juin 2020 dans la même ville, est une actrice et comique espagnole.

## Biographie
Rosa Maria Sardà a joué des rôles en castillan et catalan. Elle commence sa carrière dans les années 1970 et est devenue l'une des actrices les plus importantes du cinéma et théâtre espagnols.
Rosa Maria Sardà meurt le 11 juin 2020 à Barcelone.

### Vie personnelle
Rosa Maria Sardà a été mariée avec le comique Josep María Mainat (membre du groupe La Trinca) et elle est la sœur aînée du journaliste Javier Sardà.

## Filmographie
- 1980 : El vicari d'Olot : Ramoneta
- 1987 : Moros y cristianos
- 1990 :
  - Rateta, rateta
  - Un submarí a les tovalles
- 1991 : Ho sap, el ministre?
- 1992 :
  - ¿Por qué lo llaman amor cuando quieren decir sexo?
  - La fiebre del oro
- 1993 : El cianuro... ¿sólo o con leche?
- 1994 :
  - Alegre ma non troppo
  - El hundimiento del Titanic
  - Enciende mi pasión
  - Escenas de una orgía en Formentera
- 1995 :
  - El efecto mariposa
  - Pareja de tres
  - Suspiros de España (y Portugal)
- 1996 :
  - Actrices (Actrius) de Ventura Pons
  - La duquesa roja
- 1997 :
  - Airbag de Juanma Bajo Ulloa
  - Grandes ocasiones
  - Siempre hay un camino a la derecha
- 1998 :
  - Caresses (Carícies) de Ventura Pons
  - Amic/Amat
  - La Fille de tes rêves (La niña de tus ojos) de Fernando Trueba
  - Mátame mucho
- 1999 : Tout sur ma mère (Todo sobre mi madre) de Pedro Almodóvar
- 2001 :
  - Sin vergüenza
  - Torrente 2: Misión en Marbella de Santiago Segura
  - Anita n'en fait qu'à sa tête (Anita no pierde el tren) de Ventura Pons
- 2002 :
  - A mi madre le gustan las mujeres
  - Deseo
  - Dos tipos duros
  - El embrujo de Shangai
  - El viaje de Carol
- 2003 : Ne dis rien (Te doy mis ojos)
- 2005: Abuela de verano, série télévisée (comédie dramatique), autour du rôle d'Eva joué par Rosa Maria Serdà, d'après l'œuvre de Rosa Regàs.
- 2006 : Vete de mí
- 2007 :
  - Barcelona (un mapa)
  - Chuecatown
- 2008 : Rivales
- 2010 : La vida empieza hoy de Laura Mañá
- 2011 : Maktub de Paco Arango
- 2012 : Any de Gràcia de Ventura Pons
- 2016 : La Reine d'Espagne (La Reina de España) de Fernando Trueba
- 2019 : Les Coming Out (Salir del ropero) d'Ángeles Reiné

## Théâtre
- 1982 : Yo me bajo en la próxima ¿y usted?
- 1982 : Duet per a violet
- 2004 : Witt

## Distinctions
- 1994 : Creu de Sant Jordi, distinction décernée par la Generalitat de Catalogne
- 1994 : Prix Goya du meilleur second rôle féminin pour ¿Por qué lo llaman amor cuando quieren decir sexo?
- 2002 : Prix Goya du meilleur second rôle féminin pour Sin vergüenza
- 2003 : Fotogramas de Plata
- 2001 : Unión de Actores
- 2001 : Festival Internacional de Cine de Mar del Plata de 2001, mentión spéciale pour Anita n'en fait qu'à sa tête (Anita no pierde el tren)
- 2009 : médaille d'or du mérite des beaux-arts par le Ministère de l'Éducation, de la Culture et des Sports[2]